# Marjan Podobnik
Marjan Podobnik (ur. 24 grudnia 1960 w Cerknie) – słoweński polityk i agronom, deputowany, w latach 1997–2000 minister, w latach 1992–2000 i 2018–2022 przewodniczący Słoweńskiej Partii Ludowej (SLS). Brat polityka Janeza Podobnika.

## Życiorys
Absolwent biotechnologii na Uniwersytecie Lublańskim (1986). Pracował w doradztwie rolnym, pełnił funkcję dyrektora spółdzielni rolniczej w Idriji. W 1988 współtworzył stowarzyszenie młodych rolników, a następnie Słoweński Związek Chłopski, przekształcony w 1992 w Słoweńską Partię Ludową. W 1990 został wybrany do parlamentu Socjalistycznej Republiki Słowenii. W 1992 i 1996 uzyskiwał mandat deputowanego do Zgromadzenia Państwowego niepodległej już Słowenii. Również w 1992 objął kierownictwo swojego ugrupowania. W latach 1997–2000 w rządzie, którym kierował Janez Drnovšek, sprawował urząd ministra bez teki do spraw koordynacji resortów. Był też członkiem rządu zastępującym premiera.
W 2000 zakończył pełnienie funkcji przewodniczącego partii, co nastąpiło po fuzji SLS ze Słoweńskimi Chrześcijańskimi Demokratami. Zrezygnował wówczas z aktywności politycznej. Przez rok kierował przedsiębiorstwem Telekom Slovenije. W 2007 założył instytut „Zavod 25. junij”. Zajmował się również działalnością biznesową. Pozostał członkiem SLS, jednak w 2016 został z niej wykluczony po konflikcie z ówczesnym przewodniczącym. Powrócił później do tego ugrupowania; w 2018, po jej kolejnej porażce wyborczej, został ponownie przewodniczącym Słoweńskiej Partii Ludowej. SLS podczas jego urzędowania nie powróciła do parlamentu, na jej czele Marjan Podobnik stał do 2022.